# شدلتس (شهرستان وولشتن)
شدلتس (به لهستانی:  Siedlec) یک روستا در لهستان است که در گمینا شدلتس واقع شده‌است. شدلتس ۱٬۲۰۰ نفر جمعیت دارد.